# Jorge Anibal Quintero Chacón
Jorge Anibal Quintero Chacón (* 24. Juli 1956 in Queniquea) ist ein venezolanischer Geistlicher und Bischof von Barcelona. 

## Leben
Jorge Anibal Quintero Chacón empfing am 27. Juni 1981 die Priesterweihe.
Papst Benedikt XVI. ernannte ihn am 19. Dezember 2008 zum Bischof von Margarita. Die Bischofsweihe spendete ihm der Bischof von San Cristóbal de Venezuela, Mario del Valle Moronta Rodríguez, am 7. März des nächsten Jahres; Mitkonsekratoren waren Giacinto Berloco, Apostolischer Nuntius in Venezuela, und José Hernán Sánchez Porras, Militärbischof von Venezuela. Die Amtseinführung im Bistum Margarita fand am 19. März 2009 statt.
Am 11. Juli 2014 ernannte ihn Papst Franziskus zum Bischof von Barcelona.